# Paul Jacob Marperger

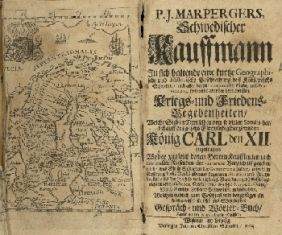
Paul Jacob Marperger przewodnik po Szwecji dla Niemców wydany w 1706 w Lipsku – okładka

Paul Jacob Marperger (ur. 27 czerwca 1656 w Norymberdze, zm. 27 października 1730 w Dreźnie) – niemiecki ekonomista, reprezentant kameralizmu, królewsko-polski i elektorsko-saski radca dworu.

## Życiorys
Marperger był synem niemieckiego oficera, służącego w armii szwedzkiej, a który przeprowadził się potem do Norymbergi. Paul już w wieku 10 lat zapisany został na wydział teologiczny uniwersytetu w Altdorf bei Nürnberg. Nie ukończył jednak studiów, gdyż wyjechał do domu handlowego w Lyonie zgłębiać tajniki wiedzy ekonomicznej. Dalsze podróże zaprowadziły Marpergera do takich miast jak Genewa, Hamburg, Lubeka, Kopenhaga, Moskwa, Petersburg, Sztokholm i Wiedeń.
Doświadczenie zdobyte dzięki podróżom umożliwiło mu wydanie wielu dzieł z dziedziny ekonomii. W roku 1708 przyjęto go do Pruskiego Towarzystwa Naukowego. W roku 1724 zaproszono go do uczestnictwa w nadwornej radzie ekonomicznej w Dreźnie w Saksonii. Został mianowany królewsko-polskim i elektorsko-saskim radcą (niem.: Königlich-Polnischen und Kursächsischen Hof- und Kommerzienrat). Pozostał w Saksonii do końca życia.

## Niektóre dzieła
- Beschreibung deß Königreichs Schweden ... Kriegs- und Friedensbegebenheiten ... biß auff den anjetzo glorwürdigst regiernden König Carl den XII zugetragen. Wobey zugleich denen Herren Kauffleuten und curieusen Reisenden eine accurate Verzeichniß gegeben wird, was sie in Schweden der Commercien halber ... als der (nach so vielen Königl. Verordnungen) wohleingerichten Manufacturen, Seefahrten, Wechsel-Negotio, Münß, Maaß, Gewicht, Zoll- und Postwesen zu beobachten ... Gespräch- und Wörterbuch (przewodnik po Szwecji dla Niemców wydany w 1706 w Lipsku – Wismar und Leipzig, J. Chr. Schmidt 1706.)
- Beschreibung der Messen. (dokładnie: Beschreibung der Messen- und Jahr-Märkte In welcher vornehmlich enthalten...,Leipzig: Gleditsch 1710 Frankfurt/ (wydane dopiero w XX w. – 1968 r.)
- Curieuses Natur- Kunst- Gewerk- und Handlungs-Lexicon, hrsg. Johann Hübner. Leipzig 1713.
- Beschreibung der Banquen. Frankfurt/M. 1969
- Die neu-eröffnete Kaufmanns-Börse. Wiesbaden 1973.
- Historie und Leben der berühmtesten europäischen Baumeister. Leipzig 1975
- Wolmeynende Gedancken über die Versorgung der Armen. Leipzig 1977
- Vollständiges Küch- und Keller-Dictionarium. München 1978